# 帕查克帕塔山
14°34′51″S 72°41′44″W / 14.58083°S 72.69556°W
帕查克帕塔山（Pachak Pata），是秘魯的山峰，位於該國南部阿普里馬克大區，由安塔班巴省的安塔班巴區負責管轄，屬於萬索山脈的一部分，海拔高度4,800米。